# Macowania revoluta
Macowania revoluta là một loài thực vật có hoa trong họ Cúc. Loài này được Oliv. mô tả khoa học đầu tiên.